# Río Uda (Jabárovsk)
El río Udá (también transliterado como Ouda) (en ruso: Уда́; en chino: 乌第河) es un río del noreste de Asia, que discurre por la Siberia Oriental y desagua en el mar de Ojotsk, cerca del pueblo de Chumikán, en el golfo al que da nombre (golfo del Udá). Tiene una longitud, con sus fuentes, de 457 km y drena una cuenca de 61.300 km² (similar a países como Irlanda o Sierra Leona).
Administrativamente, el río discurre íntegramente por el krai de Jabárovsk de la Federación de Rusia. 

## Geografía
El río Udá nace en la vertiente septentrional de los montes Dzhagdý (Джагды́), justo en la frontera entre el krai de Jabárovsk y el óblast de Amur, de la confluencia de los ríos Ayumkán (Аюмкан, de 69 km) y Kun-Manyó (Кун-Маньё, de 87 km). Discurre un corto tramo en dirección oeste y luego vira al noreste saliendo de las montañas y entrando en un amplio valle ya en una zona de llanura. Enseguida se encamina hacia el oriente y en este tramo recibe numerosos afluentes, por la derecha los que drenan la vertiente septentrional de los montes Dzhagdý, siendo el más importante el río Shevli, y por la izquierda los que caen del extremo occidental de la vertiente meridional de los montes Dzhugdzhur. El río va virando progresivamente cada vez más hacia el noreste, recibiendo por la derecha al río Galam. Llega a las primeras localidades, a Staro-Usdskoye y Rybalka Chetvërstaya y luego recibe al río Maya. Entra en su tramo final, pasando cerca de Tulkán Neram, Algazia y Chumikán, ya en la desembocadura en el golfo del Udá, en el mar de Ojotsk.
El caudal medio es de 510 m³/s. El río Udá permanece congelado desde finales de octubre/noviembre hasta mayo. En el río hay abundante pesca del salmón.

### Afluentes
Sus principales afluentes son:
- por la izquierda: Chogar (Чогар), Maya (Мая, de 450 km de longitud y una cuenca de 5.200 km²), Dzhana (Джана).
- por la derecha: Shevli (Шевли), Guerbikán (Гербикан) y Galam (Галам).